# Arquipélago Kodiak

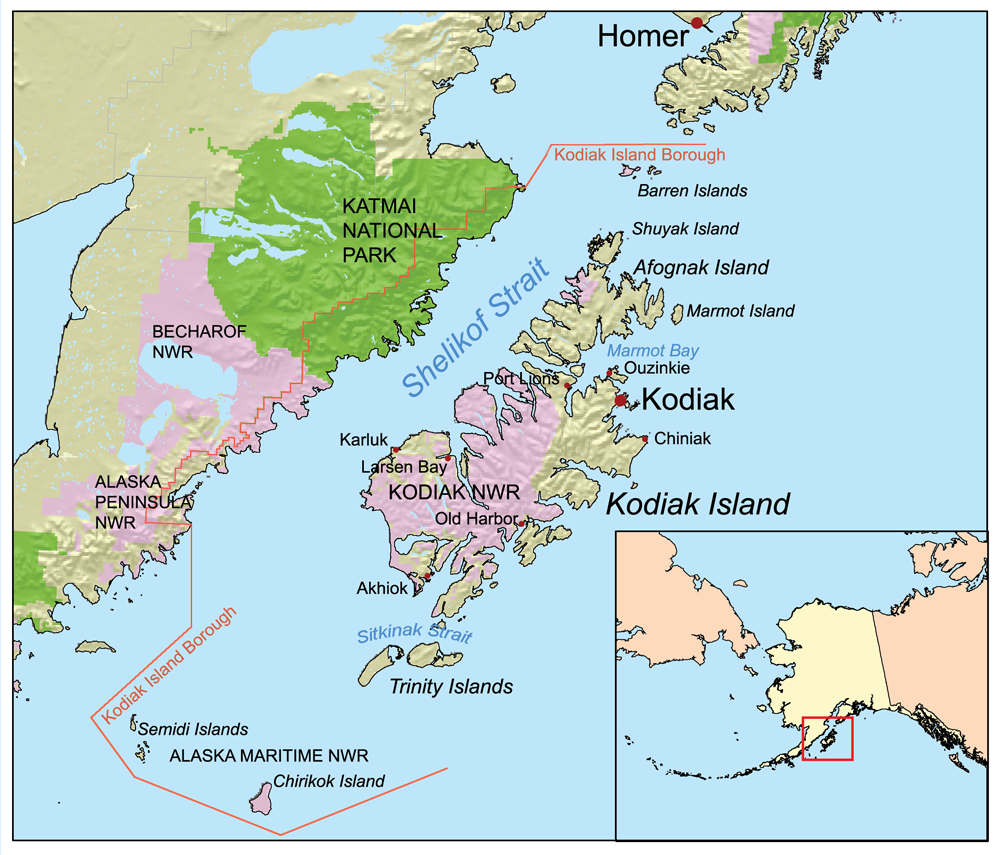
Mapa do arquipélago

O arquipélago Kodiak é um arquipélago do Alasca, nos Estados Unidos, localizado no golfo do Alasca, oceano Pacífico, muito próximo da costa sudoeste do Alasca. Este grupo de ilhas está separado do continente pelo estreito de Shelikof.
O arquipélago dispersa-se por cerca de 285 km de comprimento por 108 km de largura.
A maior das suas ilhas é a ilha Kodiak, a segunda maior Afognak, a norte da ilha Kodiak, cujas florestas são largamente exploradas. A norte situa-se Shuyak, ilha de profundas baías que é hoje uma reserva natural. A sul de Kodiak ficam as ilhas  Tugidak e Sitkinak, e a sudoeste as ilhas Semidi. 

## Ilhas do Arquipélago Kodiak
- Afognak - a segunda maior com 1812,58 km²
- Aiaktalik
- Ban
- Ilhas Barren - as mais setentrionais
  - Ilha Ushagat
  - Ilha East Amatuli
  - Ilha West Amatuli
- Ilha Chirikof - a mais meridional
- Ilha Dark
- Ilhas Geese
- Ilha Kodiak - a maior do arquipélago com 8975 km²
- Ilha Marmot - a mais oriental
- Ilha Near
- Ilha Raspberry
- Ilhas Semidi - as mais ocidentais
  - Ilha Aghiyuk
  - Ilha Anowiki
  - Ilha Chowiet
  - Ilha Kateekuk
  - Ilha Kiliktagik
- Ilha Shuyak
- Ilha Sitkalidak
- Ilha Spruce
- Ilha Sundstrom
- Ilhas Trinity
  - Ilha Tugidak
  - Ilha Sitkinak
- Ilha Two-Headed
- Ilha Ugak
- Ilha Whale
- Ilha Woody